# Груздевський
Груздевський (рос. Груздевский) — селище у Гороховецькому районі Владимирської області Російської Федерації.
Входить до складу муніципального утворення Купріяновське сільське поселення. Населення становить 18 осіб (2010).

## Історія
Населений пункт розташований на землях фіно-угорського народу мещери.
Від 10 квітня 1929 року належить до Гороховецького району. Спочатку у складі Івановської промислової області, а від 1944 року — Владимирської області.
Згідно із законом від 13 травня 2005 року входить до складу муніципального утворення Купріяновське сільське поселення.

## Населення
| 2002 | 2010 |
| ---- | ---- |
| 33   | ↘18  |